# Steve McNair
Steve LaTreal McNair (* 14. Februar 1973 in Mount Olive, Mississippi; † 4. Juli 2009 in Nashville, Tennessee) war ein US-amerikanischer American-Football-Spieler. Der Quarterback spielte von 1995 bis 2005 für die Tennessee Titans in der National Football League. Von 2006 bis 2007 stand er für die Baltimore Ravens auf dem Feld.

## Leben

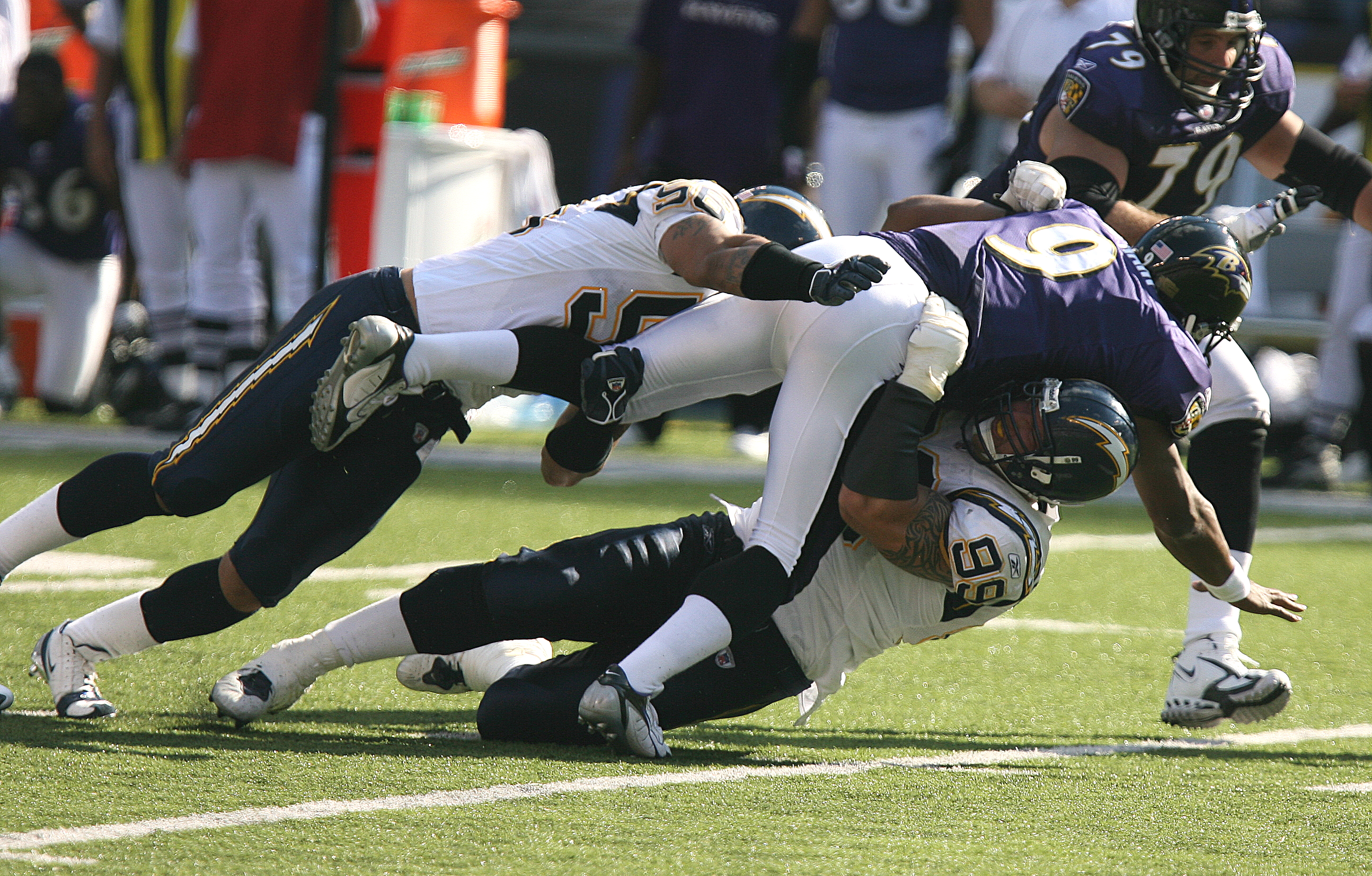
McNair (Rückennummer 9) bei einem Spiel gegen die San Diego Chargers am 1. Oktober 2006.

McNair wuchs in Mount Olive, Mississippi, mit vier Brüdern auf. Er besuchte die örtliche Highschool und entschied sich im Anschluss daran für die Alcorn State University in Lorman, Mississippi, wo er als Quarterback im College-Football-Team spielte.
Ab 1995 spielte McNair in der National Football League für die Tennessee Titans, die zu dieser Zeit noch Houston Oilers hießen. Er wurde mit einem Vertrag über 28,4 Millionen US-Dollar für sieben Jahre der höchstbezahlte Neuling in der Geschichte der NFL. McNairs größter Erfolg war das Erreichen des Super Bowl XXXIV mit den Tennessee Titans im Jahr 2000. Dabei unterlagen die Titans knapp den St. Louis Rams. Das Spiel ging in die Geschichte ein, da den Titans und somit McNair nur ein Yard zum Sieg fehlte. Sechs Sekunden vor Spielende hatten die Titans den Ball an der gegnerischen 15-Yard-Linie. Steve McNair passte zu Kevin Dyson, dieser wurde allerdings ein Yard vor der Endzone der Rams von Linebacker Mike Jones gestoppt und die Rams gewannen den Super Bowl XXXIV mit 23:16. Im Jahr 2003 erhielt McNair gemeinsam mit Peyton Manning den NFL Most Valuable Player Award.
2006 wechselte er zu den Baltimore Ravens, beendete dann aber nach der Saison 2007 seine Karriere, nachdem er zunehmend mit verletzungsbedingten Schmerzen zu kämpfen hatte. Nach dem Ausscheiden aus dem Profisport eröffnete McNair ein Restaurant in der Nähe der University of Tennessee.
Im Juni 1997 heiratete er Mechelle, aus der Ehe gingen vier Söhne hervor.
Seine Trikotnummer #9 wurde am 15. September 2019 im Spiel gegen die Indianapolis Colts während der Halbzeitshow zurückgezogen und kann von keinem anderen Spieler mehr benutzt werden.

## Tod
McNair wurde zusammen mit seiner Freundin am 4. Juli 2009 tot in seiner Wohnung aufgefunden. Die Ermittlungen ergaben, dass die 20-Jährige auf den wahrscheinlich schlafenden McNair vier Schüsse abgab und sich anschließend selbst tötete. McNair wurde von mindestens einer Kugel in den Kopf getroffen. Er ist auf dem Griffith Cemetery in Prentiss, Mississippi, beerdigt.